# Oláhtordos
Oláhtordos (románul: Turdaș) falu Romániában, Erdélyben, Fehér megyében. Közigazgatásilag Háportonhoz tartozik.

## Fekvése
Nagyenyedtől keletre fekvő település.

## Története
Határában a 7–10. századból származó szláv temetőt tártak fel.
Oláhtordost Tordas néven 1177-ben már említette oklevél v. Tordosi de Vyuar néven, mint Marosújvárhoz tartozó falut, mely Asszonynépe határosa volt(Gy 2: 188. Tordos).
1461-ben Mócsi Miske fia Balázs özvegye: Szentmiklósi Dorottyának Mócsiak hitbért fizettek néhai férje Thordas nevű birtokából
1507-ben Thardas birtokbeli részét Csombordi Tompa Péter cserében Csombord harmadáért Apanagyfalusi Sárkány Miklósnak adta.
További névváltozatai: 1361-ben p. Turdas, 1388-ban p. Tordas, 1461-ben Thordas, 1733-ban Tordas, 1750-ben Kis Torda, 1760−1762 között Olah-Thordos, 1808-ban Thordas vel Tordas h., Thorendorf g., Turdás val, 1861-ben Oláh Tordas, 1888-ban Oláh-Tordas (Turdásu), 1913-ban Oláhtordos.
A trianoni békeszerződés előtt Alsó-Fehér vármegye Marosújvári járásához tartozott.
1910-ben 688 lakosából 21 magyar, 664 román volt. Ebből 645 görögkatolikus, 13 református, 19 görögkeleti ortodox volt.